# Greges (Tembarak)
Greges is een bestuurslaag in het regentschap Temanggung van de provincie Midden-Java, Indonesië. Greges telt 1446 inwoners (volkstelling 2010).